# 江西贡院
南昌貢院是古代科舉制度時期，江西舉行全省鄉試（又稱「省試」）的考場。在清末廢除科舉（1905年）以前，全贛的秀才每隔三年就趕赴省城南昌，在貢院參加鄉試。考生在鄉試中第之後稱為「舉人」，頭名舉人稱「解元」。

## 歷史沿革
南昌一共有兩處貢院，一處位於進賢門內，一處位於八一公園。因為進賢門處的貢院始建于南宋時期，使用歷史較早，所以有時被稱為「老貢院」，其原址在今松柏巷和廉讓里巷之間的巷道處，即今老貢院巷36號內。
《南昌縣誌》（光緒三十三年版，1907年）記載明朝正德十四年（1519年），寧王朱宸濠在南昌創建「陽春書院」。嘉靖元年（1522年）陽春書院被移建至東湖，稱「東湖貢院」。嘉靖二十四年（1545年），東湖貢院毀於火災。
清朝順治十年（1653年），原陽春書院復建貢院。康熙二十年（1681年），江西巡撫安世鼎將貢院遷至東湖之東北角（今民德路東段），建築的體積和占地面積都非常大。嘉慶六年（1801年），東湖貢院成為分試之所。後來因為東湖水溢，陽春書院被改為貢院。陽春書院再次失火，貢院復遷至東湖之左，因此陽春書院被稱為「老貢院」。
光緒二十三年（1898年），科舉制度正式廢除，新學興起，南昌貢院便移作他用。1930年9月8日，江西省政府決定拆除東湖貢院，闢為省體育場和湖濱公園（即現江西賓館、省外辦、八一公園），剩餘地面用於開闢街道，建造房屋等。貢院的建築舊料被用來建築「平安堡」。由此，「貢院」在南昌只成為一個歷史名詞。

## 結構功能
老貢院正北面原有大片桃樹林，供考試的秀才觀賞、休息用。而桃林以西設有樁木，供考生拴馬之用，《南昌縣誌》、《江西省城地理白話教科書》認為這就是「系馬樁」地名的由來。而南昌「狀元橋」的來源據說是因為每次參加鄉試的秀才都在此橋上走一圈，以求等到大比之年可以金榜題名。
東湖貢院的正前門有東、西兩扇轅門，均系木結構牌坊。正門為磚木結構，中開三門，正中掛有一塊紅底牌匾，上書鎦金「貢院」二字。正門兩側立有一對石獅及兩座古紋石坊，東石坊曰「明經取士」，西石坊曰「為國求賢」。正門內側東西設有官廨，供鄉試時維護考場秩序的人員休息用。臨近有二扇門，前面是照壁，正面砌有巨大盤龍，背面用於張貼「金榜」。越過廣場進入二門，中辟五門並列，以免考生彼此擁擠。再一進深便是「龍門」，俗稱為「龍門口」。由此開始，考生和鄉試人員以外的任何人都不得入內。
從龍門向前，有一座斗拱飛簷的三層塔形高樓，名曰「明遠樓」，登高可盡覽貢院全景。「明遠」一詞出自《大庸》的「慎絡追遠，明得歸厚」。明遠樓是歷屆考試時執事官員發號施令和監臨、監試、巡察等登樓值班瞭望之處。
走過明遠樓便是主考官監臨考場、外簾官辦公相的地方——「致公堂」。堂東西兩側的房屋，是監臨、提調、監試、巡察各堂辦公、食宿之地。外簾官辦事地點前還設有木欄回廊，閒雜人等不能進入。
「致公堂」的後方是「戒慎堂」，堂後簷牆有「外簾門」，外簾官到此必須止步。「致公堂」和「戒慎堂」之間的兩側房屋，是掌卷、受卷、譽錄、對讀、彌封、公卷、巡捕、理事等職司人員辦公及食宿處所。外簾門外還有一座「飛虹石橋」，是內外簾官工作的分界線，鄉試時雙方不可穿越此橋。內簾門內有「衡鑒堂」，是當年主考、典試們的閱覽考卷、評定名次和主司們的食宿的地方。鄉試考官則是由翰林及進士出身的官員臨時擔任。鄉試每次連考三場，每場三天。
貢院兩側建有號舍，供應試者居住用。為防止人翻牆而入，貢院的內、外牆上布滿荊棘，因此有「棘闈」的稱號。南昌貢院一共有號舍1.7萬餘間，號舍分別用《千字文》編號。但爲了避諱或不吉祥的字，「天、地、玄、皇、軻、荒、吊」以及數目字一般不使用。每排號舍常常是100間或50間的規格，兩排之間留有長巷，置有號燈、號旗識別，另置有水缸、廁舍等。單間號舍的規格是高6尺、寬3尺、4尺。兩壁離地一二尺之間，有上下兩道磚縫承板。開考時，考生提著考籃進入貢院，籃內放各種用品，經檢查後對號入座。然後貢院大門關上，三天考期完結前不得離開，吃、喝、睡都得在號舍內。考生在號舍內可坐在成板上答卷，也可以俯下寫作，晚上就把板抽出用以睡覺，飯食方面則由考生用預備菜油的小炊具自行燒煮。
多達1.7萬間的號舍時常也容下人數眾多的考生。每逢考生數量超額的年份，考場便在內部用蘆席搭棚，稱為「考棚」。明末來華的義大利耶穌會傳教士利瑪竇居昌期間便親自目睹了兩萬多考生參加鄉試的盛況。蔣士銓的《八月十五夜題號舍壁詩》描寫道「殘杯冷炙不能餐，四壁蒼苔擁莫寒」，說明考生十年寒窗苦讀之艱辛清苦。
放榜之日是拂曉時刻，由《江西貢院放榜場景》可看出當年考生千門萬戶，走馬提燈，昂首翹足、爭相查看的熱鬧場景。而南昌貢院的49口貢井，一般是供考生、考官飲水之用。最大叫「貢院井」，井口卻比人頭還小，據說是為了防止考生因落第而跳井輕生。

## 科舉文化
江西歷史上都盛行業儒之風，加上存在地狹人眾等問題，科舉考試在江西有著重要的社會功用。《西園雜記》就描述道：南昌府「市井多儒雅之風」，吉安府「環吉水百里之疆多業儒」，廣信府「下逮田野小民生理裁足，皆知以課子孫讀書為事」，所以封建時代有「翰林多吉水，朝士半江西」的說法。
明朝首位狀元即金溪人吳伯宗，這也成為有明一代，江西士子名揚科舉的濫觴。比如洪武朝所錄六科的881名進士中，江西占147席。建文至天順六朝年間的22科中，江西占盡5090名進士中的1001名，幾近全國的五分之一。從洪武四年至天啟二年的82科中，江西舉子共得狀元18名、榜眼15名、探花21名、會元21名，占全國21.5%強。永樂二年，江西士子甚至包攬全科的前七名：狀元曾棨、榜眼周述、探花周孟簡、第四名楊相、第五名王環、第六名王訓、第七名王直。